# Fierce
Fierce (* in Bristol, England; bürgerlicher Name Daniel Burke)  ist ein Drum-and-Bass-Produzent.
Sowohl als DJ als auch als Produzent zeichnet er sich durch energiegeladene Tracks aus und zählt zu den Vertretern der eher härteren Gangart des Drum and Bass, dem Techstep.
Er veröffentlichte bereits auf zahlreichen Labels wie No U-Turn, Grooverider's Prototype Recordings, Renegade Hardware oder seinem selbst gegründeten Quarantine Label. Er arbeitete mit Künstlern wie Cause 4 Concern, Ed Rush, Optical oder Matrix. Als sein erfolgreichster Track wird wahrscheinlich sein zusammen mit Ed Rush und Optical 1998 auf Prototype erschienener Track "Alien Girl" betrachtet, der mit "Cutslo" als B-Seite zu den einflussreichsten Drum-and-Bass-Titeln zählt.